# Cameronella pulchra
Cameronella pulchra är en stekelart som först beskrevs av Girault 1927.  Cameronella pulchra ingår i släktet Cameronella och familjen puppglanssteklar. Inga underarter finns listade.